# Trials Evolution
Pour les articles homonymes, voir Trial (homonymie).
Trials Evolution est un jeu vidéo de trial mêlant course et plates-formes développé par RedLynx et édité par Ubisoft, sorti en 2012 sur Xbox 360 et Windows .
Ubisoft Shanghai a porté le jeu sur PC, il sort sous le titre Trials Evolution: Gold Edition et propose le jeu de base ainsi que le jeu de base Trials HD (aucun des contenus téléchargeables de ces deux jeux ne sont inclus dans cette édition).

## Système de jeu
Le gameplay mise sur une gestion de la physique très pointue. Au guidon de cinq motos aux caractéristiques et à la maniabilité bien distinctes, le joueur doit franchir la ligne d'arrivée après avoir fait face à différents obstacles. Il y a 5 motos différentes et chacune possède sa propre caractéristique (inertie, vitesse, agilité...). Ce qui permet au joueur d'adapter chaque moto en fonction des courses.
Le jeu est basé sur les touches d'accélération et de frein, tout en jouant constamment sur la posture du pilote grâce au stick analogique où chaque mouvement est déterminant. Cela entraine de nouveaux éléments de gameplay, comme le saut de lapin pour sauter plus loin ou d'autres techniques utilisées uniquement pour les pistes ninja.
Trials Evolution est bourré d'humour, lorsque le héros franchit la ligne d'arrivée, le pilote est systématiquement puni. Le personnage et la moto peuvent se modifier grâce à l'argent gagné.

### Mode Solo
Le mode solo, ou mode carrière, est composé de 70 niveaux environ, ainsi que de mini-jeux d'adresse. Il est composé de plusieurs niveaux difficultés, de débutant à extrême. Pour atteindre les niveaux de difficultés supérieurs, il faut obtenir un certain nombre de médailles, puis passer des permis qui sont des tutoriels pour aider le joueur à franchir des obstacles plus compliqués et apprendre des techniques indispensables.

### Mode Multijoueur
Le mode Multijoueur est une nouveauté de Trials Evolution. Il est constitué d'un mode local en écran scindé et d'un mode en ligne.
Il est possible de jouer en ligne sur des pistes moyennes, hardcores ou supercross. Lors de courses moyennes ou hardcores, le joueur parcourt la piste en voyant les fantômes de ses adversaires. Pendant ces courses, seul le temps est pris en compte pour le classement. Alors qu'en mode supercross les 4 joueurs se voient sur la même piste et la parcourent en même temps. Ici, les joueurs ayant commis des fautes perdent des points de pénalité.

### Classements
Le classement est déterminé en fonction des meilleures performances réalisées dans toutes les courses du jeu (jeux d'adresse compris). Plus le temps est meilleur, plus les points sont remportés. Il est également déterminé par l'ensemble des médailles gagnées.

## Éditeur de niveaux
Un éditeur de niveaux divisé en 2 parties est proposé :
- Un mode Standard où le joueur choisit l'environnement, les points de contrôle et les obstacles à disposer au travers du parcours. Il propose de nombreux objets (cylindres, boîtes, planches et plateaux, tuyaux, rampes, chemins de fer, portiques, poutres en acier, échafaudages, wagonnets de trains, sorties incendie, voitures, objets de bord de route, décorations...) qui ont des propriétés de masse, de fragilité et d'interactions différentes.
- Un mode Pro où le joueur dispose des mêmes possibilités qu'en mode standard, mais en plus performant, et avec différents effets d'optiques. Le joueur peut aussi faire déclencher des évènements au cours de la course permettant ainsi de mettre une véritable ambiance dans chaque piste.

## Contenus téléchargeables

### Origin of Pain
C'est le 1er contenu téléchargeable de Trials Evolution nommé Origin Of Pain, il propose de nouveaux objets pour l'éditeur de circuits, 36 niveaux inédits ainsi que des BMX. Il est disponible depuis fin septembre 2012 et est proposé à 5 € environ.

### Riders of Doom
Intitulé "Riders of Doom", ce second DLC  propose 40 nouveaux circuits sur le thème de l'apocalypse. Il intègre également 10 jeux d'adresse supplémentaires, une nouvelle moto (la Banshee), ainsi qu'une centaine d'objets inédits à utiliser avec l'éditeur de niveaux. Il est disponible depuis le 19 décembre 2012 au prix de 5 € environ.

## Accueil

### Critique
Trials Evolution a reçu des critiques extrêmement positives. On le qualifie même de meilleur jeu sur le Xbox Live Arcade d'après le site Jeuxvideo.fr.
Il a été très apprécié pour la beauté des graphismes pour un jeu arcade, pour sa jouabilité et les améliorations qu'il apporte par rapport à son prédécesseur. De plus, de nombreuses améliorations ont été faites par rapport à Trials HD comme l'ajout de décors extérieurs, une meilleure physique des véhicules ou encore l'ajout d'un mode multijoueur.

### Ventes
Trials Evolution bat le record du meilleur premier jour de vente sur le Xbox Live Arcade (avant d'être dépassé par Minecraft).